# Pont de Rupit
Pont de Rupit és una obra de Rupit i Pruit (Osona) inclosa a l'Inventari del Patrimoni Arquitectònic de Catalunya.

## Descripció
Pont de Rupit, sota la població, de dos arcs, tot de pedra pla i amb un tallamar una mica gastat. Passa per sobre de la riera de Rupit, afluent per l'esquerra del Ter. Pont de Rupit, sota la població, a la mateixa riera de Rupit. Té tres arcs i es troba malmès en la seva part superior. Donava pas al camí de Rupit vers Sant Joan de Fàbregues i Tavertet.